# Karol Petelenz
Karol Józef Petelenz (ur. 1847 w Stanisławczyku, zm. 1930) – doktor filologii, nauczyciel, c. k. radca szkolny.

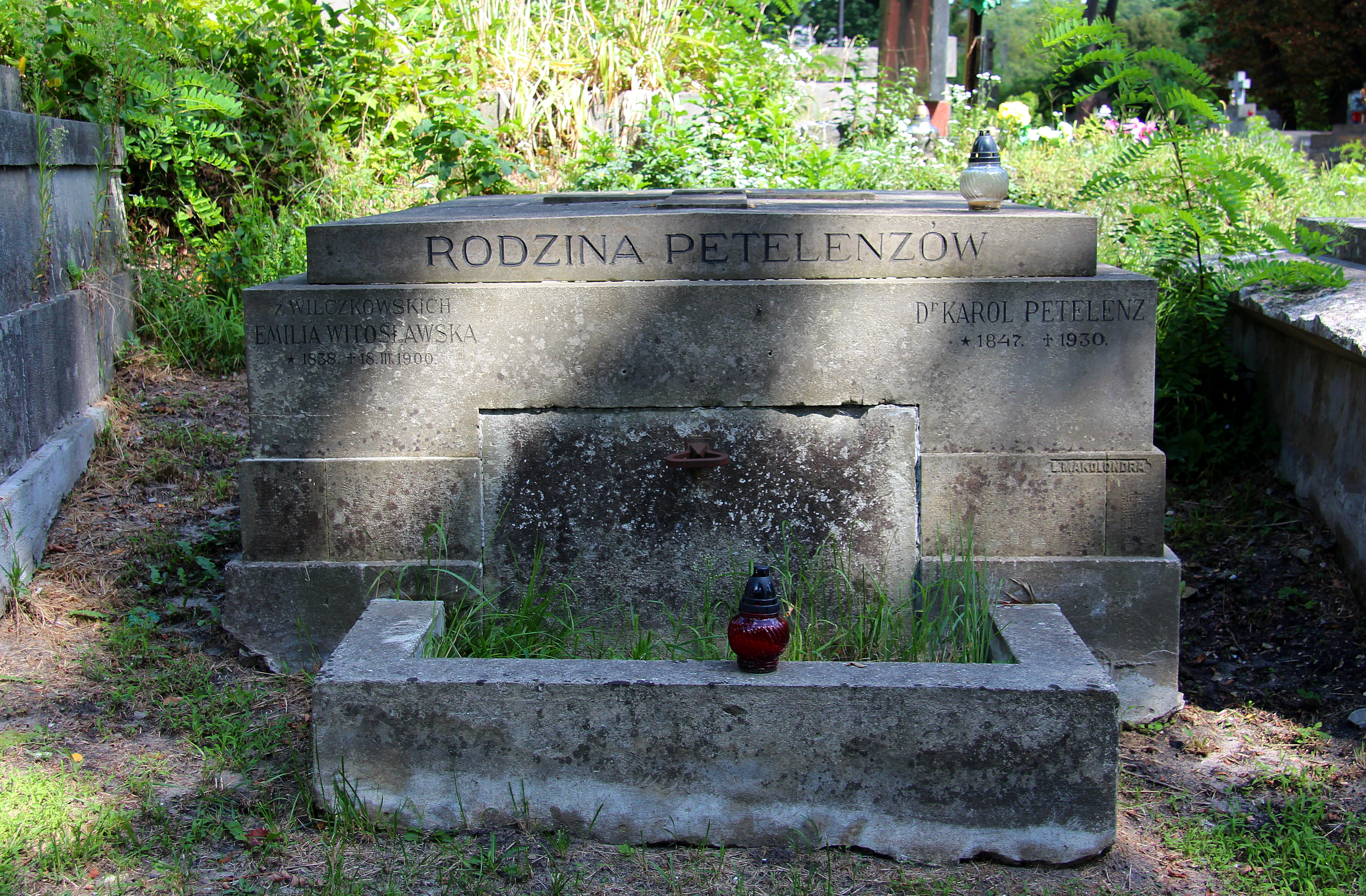
Grób Karola Petelenza

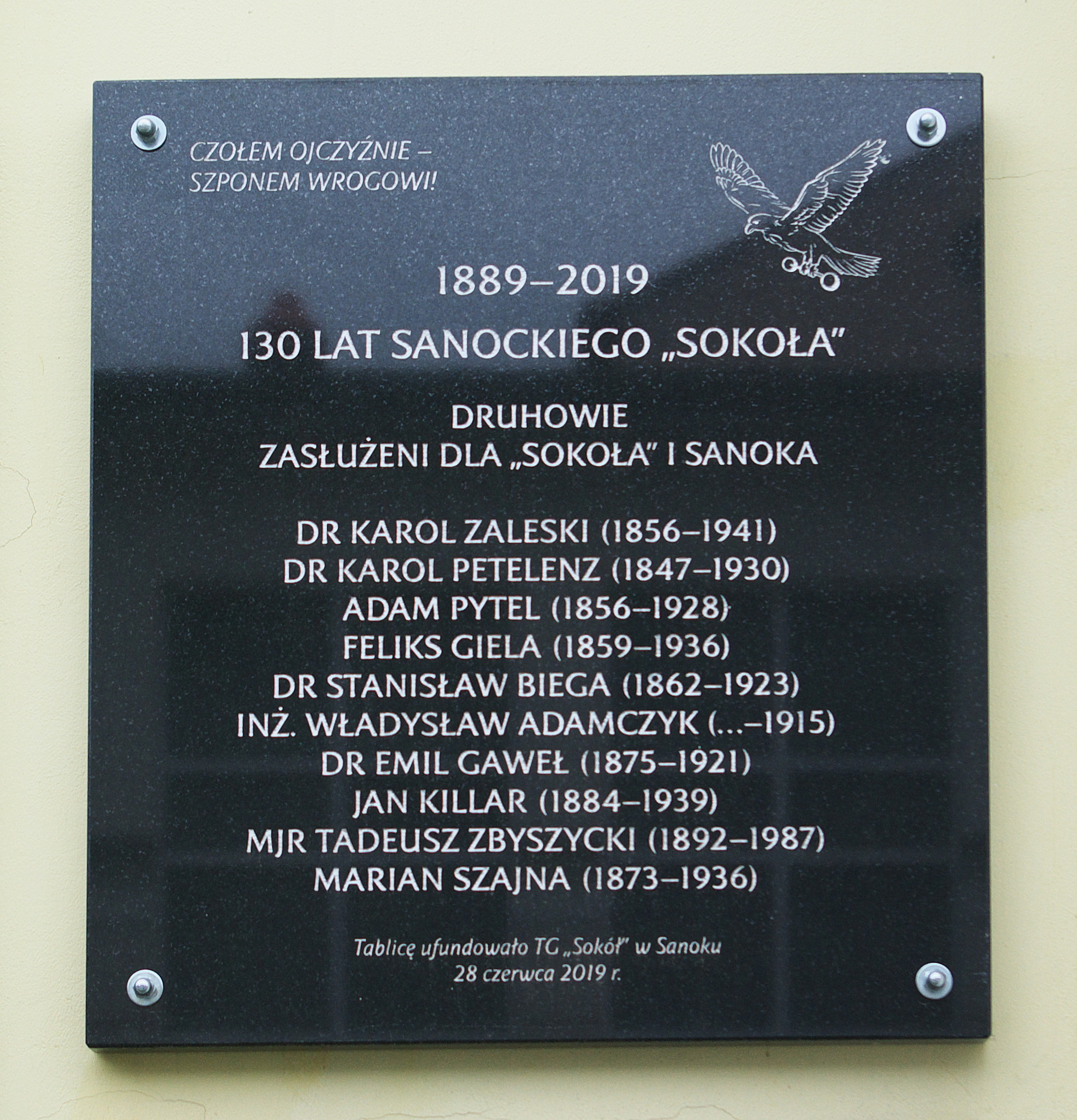
Tablica upamiętniająca działaczy sokolich w Sanoku

## Życiorys
Urodził się w 1847 w Stanisławczyku. Był synem Antoniego (–1855), urzędnik skarbowy i Pulcherii z Rogalskich. Jego braćmi byli: Ignacy (1850–1911), nauczyciel, zoolog, polityk, Rudolf (1852–1919), Leonard (1854–1914), pułkownik cesarskiej i królewskiej Armii.
Ukończył szkołę średnią we Lwowie i Wydział Filozoficzny Uniwersytetu Lwowskiego, gdzie studiował nauki klasyczne i nowszą literaturę. Wstąpił do służby w szkolnictwie. Był zastępcą nauczyciela w Suczawie i w C. K. Gimnazjum im. Franciszka Józefa we Lwowie, następnie jako nauczyciel rzeczywisty w C. K. Gimnazjum w Jaśle i od 31 lipca 1877 C. K. Gimnazjum św. Jacka w Krakowie. 11 lutego 1878 został zatwierdzony w zawodzie nauczycielskim i otrzymał tytuł c. k. profesora. W tym okresie uzyskał stopień naukowy doktora (1878) oraz habilitował się, zostając docentem języka i literatury niemieckiej na Uniwersytecie Jagiellońskim. Od 1884 był członkiem komisji dla historii literatury i oświaty Polskiej Akademii Umiejętności. Uczył także w C. K. Gimnazjum w Jaśle.
Ze stanowiska c. k. profesora w Jaśle postanowieniem cesarza z 7 sierpnia 1888 został mianowany na stanowisko dyrektora C. K. Gimnazjum w Sanoku i pełnił je do listopada 1890. W szkole uczył języka niemieckiego, prowadził także ćwiczenia fizyczne. Do 18 września 1890 był radnym Rady Miejskiej w Sanoku.
Postanowieniem cesarza z 21 sierpnia 1890 oraz dekretem C. K. Rady Szkolnej Krajowej z 2 września 1890 został przeniesiony z Sanoka na stanowisko dyrektora C. K. Gimnazjum w Stryju. Tam doprowadził do utworzenia bursy dla ubogich uczniów Polaków. Później był dyrektorem C. K. IV Gimnazjum we Lwowie od 26 czerwca 1904 do 1 września 1906. Ze służby w państwowym szkolnictwie na własną prośbę został przeniesiony w stan spoczynku, po czym założył własne Prywatne Gimnazjum im. Adama Mickiewicza we Lwowie, którego był dyrektorem (określane jako „Gimnazjum Petelenza” we Lwowie początkowo mieściło się w budynku przy ul. Ossolińskich 11, następnie w wybudowanym przez siebie gmachu przy ul. Senatorskiej).
Przed 1888 został członkiem Komisji dla Historii Oświaty i Literatury w Polsce w Akademii Umiejętności w Krakowie. Był inicjatorem, współzałożycielem i pierwszym prezesem w latach 1889–1890 sanockiego gniazda Polskiego Towarzystwa Gimnastycznego „Sokół”. Po wyjeździe z Sanoka do Stryja otrzymał tytuł członka honorowego sanockiego „Sokoła”. Jego nazwisko zostało umieszczone w drzewcu sztandaru TG Sokół w Sanoku, na jednym z 125 gwoździ upamiętniających członków. Był członkiem zwyczajnym Macierzy Szkolnej dla Księstwa Cieszyńskiego. Członek Komisji dla Historii Oświaty w Polsce w Akademii Umiejętności w Krakowie, autor m.in. podręczników do nauki języka niemieckiego. Od ok. 1888 zasiadał w C. K. Radzie Szkolnej Okręgowej jako reprezentant zawodu nauczycielskiego. Był zastępcą przewodniczącego Szkolnej Rady Okręgowej we Lwowie.
Został odznaczony Orderem Żelaznej Korony III klasy. Został pochowany na Cmentarzu Łyczakowskim we Lwowie. C. k. radca szkolny (1898).
Był dwukrotnie żonaty. Jego pierwszą żoną przez 12 lat była Franciszka Maria Michalina z Kobuzowskich h. Mora (zm. 1 marca 1890 w Sanoku w wieku 33 lat, pochowana w Kobylanach). Ich dziećmi byli Czesław (1879–1949), komandor Marynarki Wojennej, publicysta, działacz morski, Maria (po mężu Stobiecka). Drugą żoną była Zofia z Łukasiewiczów h. Łada, z którą miał syna Romana (ur. 1900), w 1918 abiturient gimnazjum im. Mickiewicza.
Podczas uroczystości 130-lecia gniazda TG „Sokół” w Sanoku 29 czerwca 2019 na gmachu tegoż została odsłonięta tablica upamiętniająca 10 działaczy zasłużonych dla organizacji sokolej i Sanoka, w tym Karola Petelenza.

## Publikacje
- Konrads von Würzburg Leben und Bedeutung. Studium (1881)
- Walki Zulów i Boerów. Obrazki myśliwskie z Afryki Południowej. Dla młodzieży podług dzieł niemieckich ułożył... (1881)
- Kilka uwag o znaczeniu i nauce języka niemieckiego w gimnazyach. Przyczynek do metodyki tego języka (1882)
- Odprawa na odpowiedź dra J. Molina wywołana uwagami drukowanymi w Szkole (1883)
- Rozbiór krytyczny gramatyki języka niemieckiego dla szkół średnich ułożonej przez dra Jana Molina (1883)
- Po zjeździe nauczycielskim. Rzut krytyczny (1886)
- Zarys teoryi nauki języków żyjących w szkole (1888)
- Listy do B. Lindego. Ob. Sprawozdanie Gimn. św. Jacka (1885–1888)
- Deutsche Grammatik für galizische Mittelschulen (1890)
- Leitfaden für den Unterricht in der deutschen Sprachlehre für Mittelschulen mit polnischer Vortragssprache (1898)
- Albrechts v. Haller Bedeutung für das Einkommen einer neuen besseren Zeit in der deutschen Dichtkunst